# Krichim Peak
Krichim Peak är en bergstopp i Antarktis. Den ligger i Sydshetlandsöarna. Argentina, Chile och Storbritannien gör anspråk på området. Toppen på Krichim Peak är 500 meter över havet.
Terrängen runt Krichim Peak är kuperad. Trakten är glest befolkad. Närmaste befolkade plats är St. Kliment Ohridski Base, 15,4 kilometer sydväst om Krichim Peak. 